# Port lotniczy Naksos
Port lotniczy Naksos (IATA: JNX, ICAO: LGNX) – krajowy port lotniczy położony na wyspie Naksos, w Grecji.

## Linie lotnicze i połączenia
| Linia Lotnicza | Kierunek              |
| -------------- | --------------------- |
| Cycladic       | 1. Astipalea 2. Siros |
| Olympic Air    | 1. Ateny              |
| Sky Express    | 1. Ateny              |